# Chroustov
Chroustov (en allemand : Chraustow) est une commune du district de Nymburk, dans la région de Bohême-Centrale, en République tchèque. Sa population s'élevait à 216 habitants en 2020.

## Géographie
Chroustov se trouve à 8 km au sud-est de Kopidlno, à 25 km au nord-est de Nymburk et à 69 km à l'est-nord-est de Prague.
La commune est limitée par Židovice et Slavhostice au nord, par Žlunice à l'est, et par Kněžice à l'est, au sud et à l'ouest.

## Histoire
La première mention écrite de la localité date de 1369.

## Administration
La commune se compose de deux quartiers :
- Chroustov
- Dvořiště